# Australasian Championships 1906
Die 2. Australasian Championships 1906 waren ein Tennis-Rasenplatzturnier der Klasse Grand Slam. Es fand vom 26. Dezember bis 31. Dezember 1906 in Christchurch, Neuseeland statt.

## Herreneinzel
Anthony Wilding gewann gegen  Francis Fisher, mit 6:0, 6:4, 6:4.

## Herrendoppel
Rodney Heath und  Anthony Wilding gewannen gegen  Cecil C. Cox  und  Harry Parker, mit 6:2, 6:4, 6:2.